# Genshagen
Genshagen ist ein ehemaliges Gutsdorf und seit 31. Dezember 1997 Ortsteil der Stadt Ludwigsfelde im brandenburgischen Landkreis Teltow-Fläming. Das Angerdorf liegt rund 9 Kilometer südlich von Berlin und 17 Kilometer östlich von Potsdam auf einer Höhe von 36 Metern.

## Geschichte

### 13. bis 17. Jahrhundert

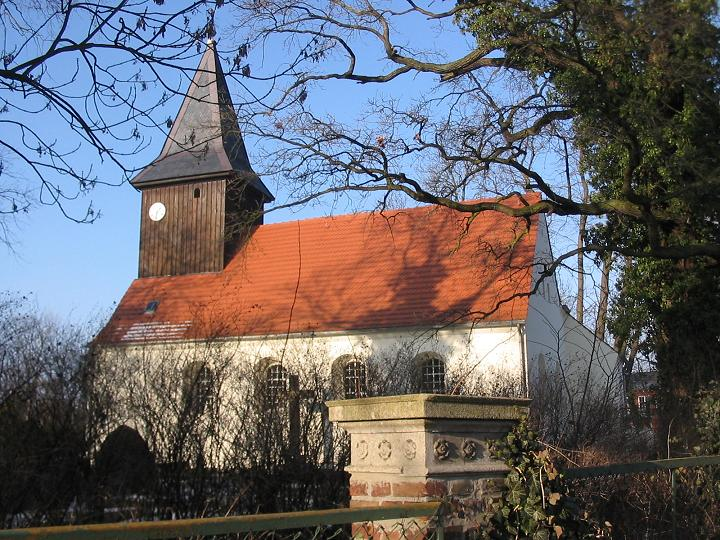
Kirche, wahrscheinlich aus dem 14. Jahrhundert

1289 wurde ein Wedigo dominus Janshagen urkundlich erwähnt. Das Dorf gehörte zu dieser Zeit der Familie von Torgau in der Herrschaft Zossen. Sie belehnten als Afterlehnen im Jahr 1378 einen Herrn Segart über seinen Hof zu Genshagen sowie einen Herrn Reiche über das Dorf. Aus dem Jahr 1346 ist die Schreibweise Jamshagen, aus dem Jahr 1378 zcu Janshagin überliefert. 1413 erschien Janshain in den Kartenwerken. Aus dem Jahr 1450 ist ein Otto Scheve bekannt, der vier freie Hufen innehatte. Genshagen war zu dieser Zeit insgesamt 31 Hufen groß; es gab einen Krug sowie acht Kötter. Die bemerkenswerte Dorfkirche mit aufgesetztem hölzernen Dachturm entstand in ihrer Grundstruktur wahrscheinlich im 14. Jahrhundert als einfache Rechteckkirche. Umbauten erfolgten 1707 und 1862, verschiedene Renovierungen und Anbauten im 20. Jahrhundert. Nach dem Aussterben des Adels von Torgau erwarb der brandenburgische Kurfürst Johann Cicero im Jahr 1490 die Herrschaft. Vor 1499 wurde das Dorf zwischen den Familien von Otterstedt und von Zicker (auch Zucker oder Guntzke) geteilt. Der mit drei Vierteln größere Teil mit Ober- und Untergerichtsbarkeit, einer Schäferei und Holzungen ging an die von Otterstedt. Sie konnten ihren Besitz durch den Auskauf zweier Bauern weiter vergrößern. Das verbleibende Viertel mit Ober- und Untergericht sowie einem Wohnhof mit vier Hufen, Abgaben und Diensten eines Zweihufners, zwei Höfen, einem Krug blieb bis 1677 im Besitz der Familie von Zicker. Vor 1655 erwarb die adlige Familie von Hake den Otterstedtschen Anteil über zwei Rittersitze mit 16 Hufen, Gärten, Ober- und Untergerichtsbarkeit sowie die Schäfereigerechtigkeit und Schäferwohnung vor dem Dorf. Zum Besitz gehörten mittlerweile weiterhin ein Weinberg nebst Weinmeisterhaus und Presse, eine Windmühle, vier wüste Bauerngüter, 12 Kötterhöfe (davon drei wüst) sowie die halbe wüste Feldmark Damsdorf (1865). 1583 gab es acht Hufner, 12 Kötter sowie einen ausgekauften Hufner im Ort. Vor dem Dreißigjährigen Krieg lebten 1625 im Ort sechs Hufner, 11 Kötter, ein Hirte, ein Laufschmied, vier Paar Hausleute, die Schäfersknecht sowie der Pachtschäfer im Ort. Sie bewirtschafteten 21 Hufen, davon ging ein Hof mit zwei Hufen ab, die von derer von Otterstedt freigewilligt wurde, also keine Abgaben leisten mussten. Den Krieg überlebten auch in Genshagen nur wenige Einwohner: 1652 war die Bevölkerung auf acht Kötter mit sechs Söhnen und zwei Knechten geschrumpft. Der Zickersche Anteil gelangte 1677 an Friedrich August von Thümen. Er erhielt einen Wohnhof und die Rittersitze, ein Viertel der Ober- und Untergerichtsbarkeit, Abgaben und Dienste und ebenfalls einen Weinberg (1705). 1685 gab es zwei Rittersitze der von Hake mit 16 Hufen, Baum- und Kohlgarten, Schäferei, Weinberg und Weinmeisterhaus nebst Presse. Eine Windmühle befand sich von 1609 bis etwa 1685 in Privatbesitz. Zum Rittergut gehörten weiterhin vier wüste Bauerngüter, 12 Kötterhöfe (davon drei wüst) sowie ein wüst gefallener Rittersitz derer von Thümen nebst Garten, dreieinhalb Ritterhufen, die Schäfereigerechtigkeit und ein wüster Kossätenhof.

### 18. Jahrhundert
Im Jahr 1700 entstand ein Gutshaus nach der Hochzeit von Levin Friedrich von Hake mit Maria Dorothea, geborene Schaefferin. 1711 gab es im Ort 10 Giebel (=Häuser), einen Laufschmied, einen Hirten, einen Schäfer, sowie den großen und den kleinen Knecht. Sie mussten für 19 Hufen je acht Groschen Abgaben zahlen. 1725 verkaufte Friedrich August von Thümen seinen Anteil an Marquis de Varenne, dessen Witwe, eine geborene von Rochow ihrerseits das Gut 1749 an ihre Tochter Wilhelmine Louise, geborene Gräfin von Posadowski(y), vererbte. Von dort gelangte es bis 1754/1755 an eine Frau Ziedler, von 1754 bis 1755 an Wilhelm von Hake, der es 1780(1781?) mit dem bereits in ihrem Besitz befindlichen Anteil vereinigten. Dieser wurde nun alleiniger Gutsbesitzer, befand sich offenbar allerdings wohl schon im Konkurs. Durch eine von Friedrich II. erlassene Kabinettsorder konnten sie das Gut jedoch behalten, dessen Wert im Jahr 1791 auf 56.300 Taler taxiert wurde. 1771 gab es in Genshagen 10 Giebel, einen Schmied, einen Hirten, einen Schäfer sowie sechs Kleinknechte. Sie zahlten acht Groschen Abgaben für 19 Hufen. 1773 existierte eine adelige Windmühle.

### 19. Jahrhundert

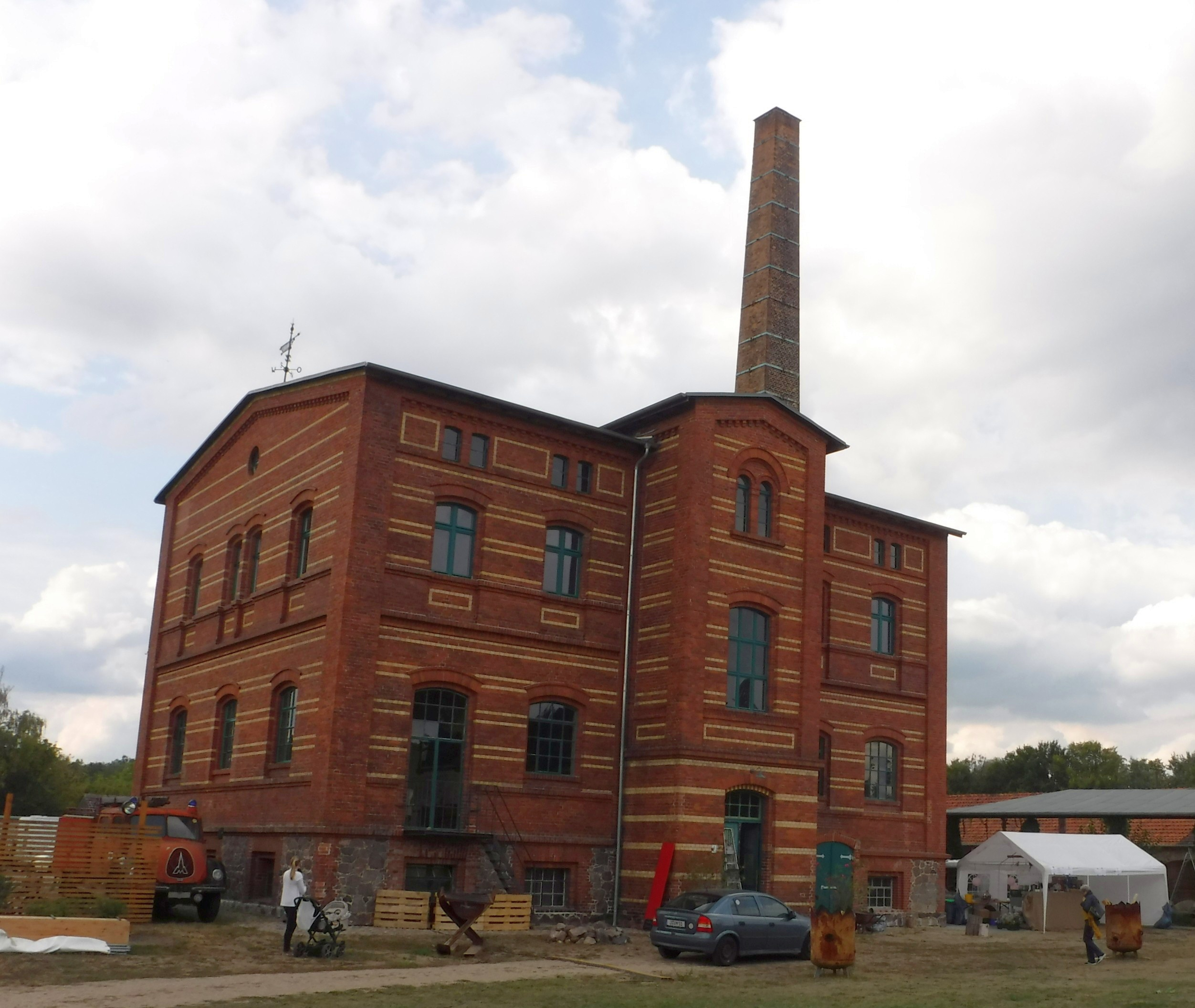
Brennerei von 1888

Wilhelm von Hake hielt das Gut über die Befreiungskriege hinweg. Sein Sohn, Ludwig von Hake, verkaufte es im Jahr 1838 für 130.000 Reichstaler an den königlich preußischen Geheimen Justizrat Karl Ferdinand Schulz (1787–1877). Dieser beauftragte Anton Gebauer über viele Jahrzehnte mit der Verwaltung. Mit 1534 Hektar war es eines der größten Güter im damaligen Kreis Teltow. 1840 gab es im Dorf und im Rittergut insgesamt 36 Wohnhäuser. Das zum mittlerweile schuldenfreien Gut gehörige Herrenhaus überließ Karl Ferdinand Schulz im September 1854 seiner Tochter Friederike Pauline von Eberstein als Hochzeitsgeschenk anlässlich ihrer Hochzeit mit Max Baron von Eberstein, preußischer Secondelieutenant im Kaiser Franz Garde-Grenadier Regiment. In ihrem Auftrag entstand der im 21. Jahrhundert denkmalgeschützte, 7,5 Hektar große Park mit einer Teichlandschaft und modellierten Hügeln. Aus dem Jahr 1858 sind überliefert: neun Guts- und Hofeigentümer sowie ein Pächter mit 24 Knechten und Mägden sowie 63 Tagelöhnern. Es gab einen nebengewerblichen Landwirt, 13 Arbeiter, drei Personen Gesinde sowie 11 Besitzungen. Das Rittergut war mit 7127 Morgen Land das größte, gefolgt von neun weiteren Besitzungen, die 30 bis 300 Morgen groß waren (in Summe 556 Morgen). Eine weitere Besitzung war 10 Morgen groß. Im Dorf lebten ein Stellmachermeister, ein Grobschmiedemeister und ein Geselle. Es gab einen Krug sowie acht Eisenbahnbeamte und vier Ortsarme. Im Jahr 1860 war das Dorf 590 Morgen groß. Davon entfielen 233 Morgen auf Ackerfläche, 191 Morgen Weide, 142 Morgen Wiese und 24 Morgen für die Gehöfte. Es gab zwei öffentliche Gebäude sowie 19 Wirtschafts- und neun Wohngebäude. Das Rittergut war hingegen 7166 Morgen groß. Auf 3349 Morgen wurde Wald kultiviert, weitere 1910 Morgen Acker bewirtschaftet, 1115 Morgen Weide, 753 Morgen Wiese und 39 Morgen entfielen auf die Gehöfte. Dies waren 18 Wohn- und 14 Wirtschaftsgebäude. Von 1878 bis 1880 wurde das Schloss auf den Fundamenten des Herrenhauses in eklektizistischem Stil neu erbaut. Außerdem entstand auf dem Wirtschaftshof ein Kuhstall. Im Generaladressbuch der Rittergutsbesitzer steht als Wohnort des Gutsbesitzers Torgau, eine alte Garnisonsstadt. Nachdem die von Ebersteins in den Neubau eingezogen waren, nutzte der Verwalter Gebauer das Gutshaus als Wohn- und Verwalterhaus. 1888 entstand eine Brennerei.

### 20. und 21. Jahrhundert
Im Jahr 1900 waren das Rittergut 1921 Hektar mit 16 Häusern und das Dorf 189 Hektar mit 11 Häusern groß. Um 1900 wurde das Schloss im neobarocken Stil umgebaut und um ein Geschoss erhöht und die Außenanlagen verändert. Aus Mitteilungen der Deutschen Dendrologischen Gesellschaft ist bekannt, dass der Park in den 1920er Jahren einen außerordentlich farbenprächtigen Eindruck gemacht haben muss. 1929 wurden auch in Genshagen die Gutsbezirke aufgehoben und der größte Teil des Gutes der gleichnamigen Gemeinde zugeschlagen. Etwa 323 Hektar aus dem zum Gutsbezirk gehörenden Teil Damsdorf bildeten zusammen mit rund 439 Hektar aus dem Gutsbezirk Löwenbruch dabei eine neue Gemeinde Damsdorf. In der Zeit des Nationalsozialismus zog die Familie von Eberstein von Herbst 1933 bis in die Mitte der 1930er Jahre aus finanziellen Gründen in das alte Gutshaus. 1931 standen im Ort 36 Wohnhäuser. 1932 gab es in der Gemeinde die Wohnplätze Forsthaus und Vorwerk. Dem letzten Besitzer von Schloss und Gut Genshagen, Leberecht von Eberstein (1869–1955), wurde 1935 ein Fünftel des Gutsbesitzes, rund 383 Hektar, enteignet. Dort entstand für eine Tochtergesellschaft der Daimler-Benz AG, die Daimler-Benz Motoren GmbH, das Flugmotorenwerk Genshagen, das bereits im Februar 1937 die Produktion aufnahm. Von der Entschädigungssumme erwarb die Familie das Gut Mariawerth (im 21. Jahrhundert in der Gemeinde Wilhelmsburg im Landkreis Vorpommern-Greifswald in Mecklenburg-Vorpommern), wurde dort aber 1945 erneut enteignet. Da von Eberstein sich danach immer noch weigerte, der NSDAP beizutreten, drohten ihm die Parteifunktionäre mit weiteren Enteignungen mit dem Hinweis, dass dem Staat ein schönes Gästehaus in nur 20 Kilometer Entfernung vom Potsdamer Platz, dem Zentrum des Dritten Reichs, sehr gefallen würde. Hierauf trat von Eberstein im nächsten Jahr der Partei bei. Am 6. August 1944 wurde das Flugmotorenwerk bei einem alliierten Luftangriff zu großen Teilen zerstört und dabei 104 Menschen getötet. Ab Herbst 1944 bis Mai 1945 wurden 1100 weibliche KZ-Häftlinge im KZ-Außenlager Daimler-Benz Genshagen, einem Außenlager des KZ Sachsenhausen, zur Zwangsarbeit gezwungen.
Am 21. April 1945 wurde die Familie von Eberstein von einer SS-Einheit, die das Schloss besetzte, „wegen Kampfhandlungen“ des Hauses verwiesen; sie flüchteten zu Verwandten nach Schleswig-Holstein. Später beschlagnahmte die Sowjetische Militäradministration Schloss und Gut Genshagen. Nach der Enteignung durch die DDR diente das Schloss zunächst als Unterkunft für Flüchtlinge und Vertriebene, ab 1948 als Verwaltungsschule des Ministeriums für Land- und Forstwirtschaft der DDR, von 1973 bis 1991 war es das Wissenschaftlich-Technische Zentrum (WTZ) für Landwirtschaft des Bezirks Potsdam. Die 355 Hektar wurden unter der Mitwirkung von Edwin Hoernle auf Neubauern und Umsiedler verteilt. Es entstanden 14 Wirtschaftsbetriebe, die zusammen gerade einmal sechs Hektar bewirtschafteten. Weitere sechs Betriebe kamen zusammen auf 52 Hektar und weitere 26 Wirtschaftsbetriebe auf insgesamt 295 Hektar. Aus den Trümmern des Flugmotorenwerks entstanden neue Bauernhöfe, die landwirtschaftlichen Flächen wurden vom neu gegründeten Volkseigenen Gut Genshagen bewirtschaftet. Der Wirtschaftshof wurde zum Technikstützpunkt des ehemaligen Gutes. 1952 entstand eine LPG vom Typ III, die 1955 insgesamt 16 Mitglieder hatte und 106 Hektar landwirtschaftliche Nutzfläche bewirtschafteten. Sie wurde ein Jahr später mit der LPG Ludwigsfelde zusammengeschlossen. 1960 gab es eine LPG Typ I, die 1961 insgesamt 21 Mitglieder hatte und 120 Hektar bewirtschafteten. Das alte Gutshaus wurde 1968 durch das VEG umgebaut und in die Wirtschaftsgebäude integriert. 1973 gründete sich eine Revierförsterei.
Nach der Wende ging das Schloss in das Eigentum des Landes über. 1993 schloss die Brennerei, 1995 begannen Sanierungsarbeiten am Schloss, 2003 am Park.

## Bevölkerungsentwicklung
| Jahr      | 1734 | 1772 | 1801 | 1817             | 1840             | 1858                      | 1895 | 1925 | 1939 | 1946 | 1964 | 1971 |
| Einwohner | 151  | 181  | 279  | 320 mit Damsdorf | 262 mit Damsdorf | 65 im Dorf und 211 im Gut | 342  | 459  | 556  | 463  | 530  | 550  |

## Sehenswürdigkeiten und Kultur

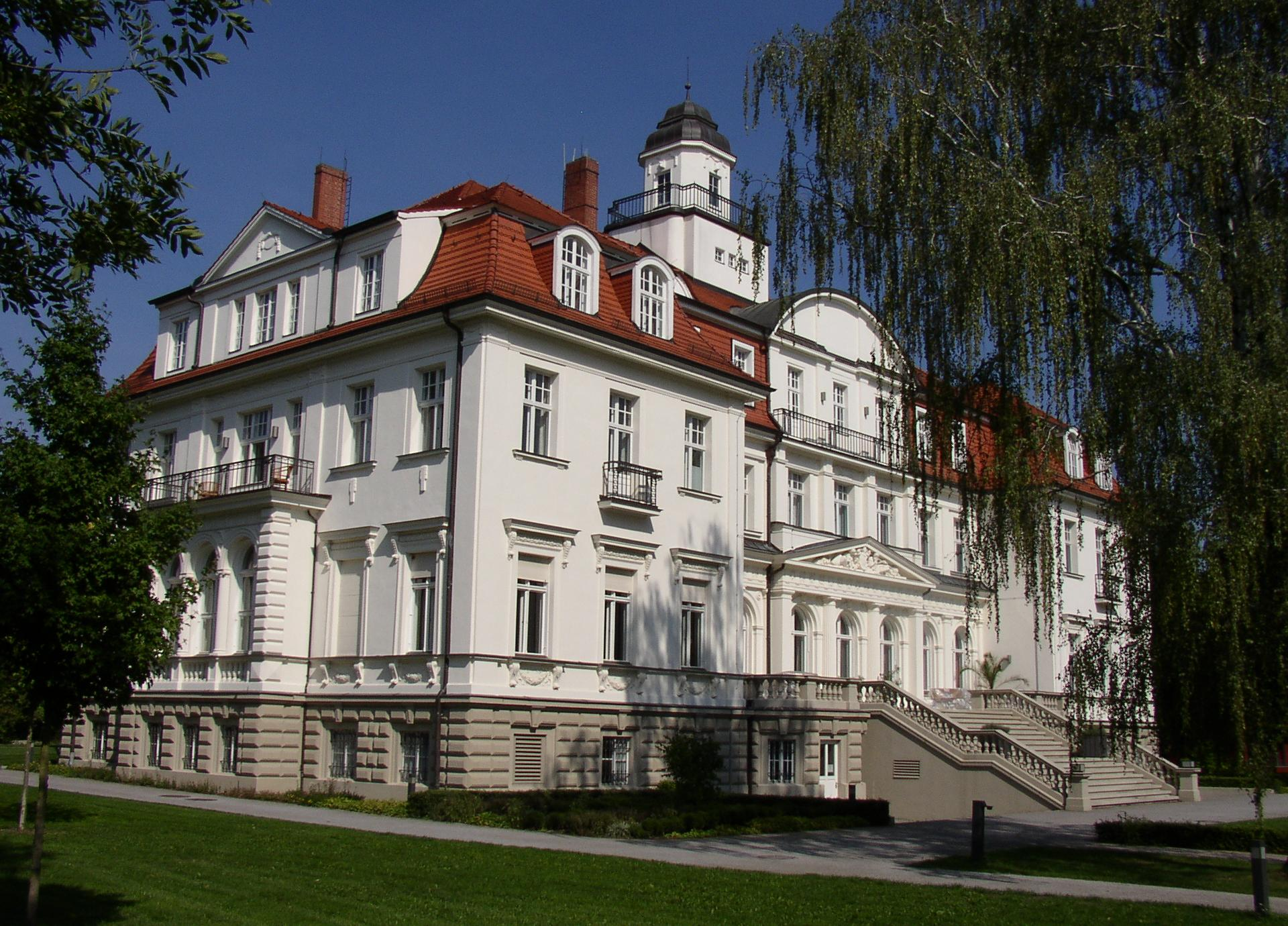
Schloss Genshagen

- Das Schloss Genshagen gehört seit 2005 der Stiftung Genshagen, die sich in der Hand des Bundes und des Landes Brandenburg befindet.[5] Das Schloss wird seit dieser Zeit als Tagungs- und Bildungszentrum genutzt, vor allem vom Land Brandenburg und von der Stiftung Genshagen – Berlin-Brandenburgisches Institut für Deutsch-Französische Zusammenarbeit in Europa, die hier seit 1993 ihren Sitz hat. Die Stiftung möchte einen Ort für interkulturelle Begegnung bieten und den Dialog zwischen der Zivilgesellschaft und Politikern anregen. Sie organisiert beispielsweise Diskussionsabende, Studienreisen und Tagungen zu politischen oder kulturellen Themen. Laut ihrer Satzung ist der Zweck der Stiftung die Förderung der Völkerverständigung und des Dialogs in Politik, Wirtschaft, Wissenschaft und Kultur, um die deutsch-französische Zusammenarbeit in Europa insbesondere auch mit den östlichen Nachbarn zu vertiefen.
- Auf dem Friedhof von Genshagen befindet sich neben dem Familiengrab der Familie von Eberstein auch das Grabmal des ehemaligen Landrats des Kreises Teltow Ernst von Stubenrauch (1853–1909), auf dessen Initiative der im Süden Berlins verlaufende Teltowkanal erbaut wurde. Stubenrauch heiratete Frieda von Eberstein, eine Cousine von Leberecht von Eberstein. Außer den Gräbern auf dem kleinen Dorffriedhof erinnert in Genshagen und im Schloss jedoch nichts mehr an die Familie.
- Die Dorfkirche Genshagen ist ein Sakralbau, der vermutlich im 14. Jahrhundert errichtet wurde. 1707 erfolgte die Erneuerung des Baudenkmals. Im Innern stehen unter anderem ein schlichter Kanzelaltar aus dem Jahr 1782. An der Fassade befinden sich mehrere Epitaphe, vorwiegend aus dem 18. Jahrhundert.
- Teile des Landschaftsschutzgebiets Diedersdorfer Heide und Großbeerener Graben gehören zur Gemarkung Genshagen.

## Wirtschaft
Das auf dem ehemaligen Gutsbesitz errichtete Flugzeugmotorenwerk wurde nach dem Zweiten Weltkrieg Teil des VEB Industriewerke Ludwigsfelde, wo zunächst Motorroller, später dann der LKW IFA W 50 gebaut wurden. Ab 1965 ist es unter der Bezeichnung VEB Automobilwerke Ludwigsfelde bekannt. Nach der politischen Wende 1989 übernahm der Automobilkonzern Daimler-Benz die Produktionsanlagen. Heute werden dort vorwiegend Kleintransporter gefertigt, das Unternehmen ist einer der größten Arbeitgeber Brandenburgs.

## Verkehr
Bei Genshagen kreuzen Anhalter Bahn und Berliner Außenring. Der Bahnhof Genshagener Heide wurde am 9. Dezember 2012 geschlossen und durch den Haltepunkt Ludwigsfelde-Struveshof ersetzt.